# Ildar Garifoulline
Ildar Ilfatovitch Garifoulline (en russe : Ильдар Ильфатович Гарифуллин, également transcrit : Ildar Garifullin), né le 27 mai 1963 à Oufa et mort le 22 mai 2023, est un coureur soviétique spécialiste du combiné nordique.

## Résultats

### Jeux olympiques d'hiver
| Épreuve / Édition | Sarajevo 1984 |
| Individuel        | 23e           |

### Championnats du monde de ski nordique
| Épreuve / Édition | Rovaniemi 1984 |
| Par équipes       | Bronze         |

### Coupe du monde
- Meilleur classement final: 17e en 1984.
- Meilleur résultat: 5e.